# Matti Mikkola
Matti Mikkola (ur. 21 lutego 1916 w Valkeali, zm. 3 listopada 1941) – fiński oszczepnik. Dwukrotnie zajmował 1. miejsce na listach światowych - w 1940 roku z wynikiem 75,61 m, co było jednocześnie najdłuższym rzutem w jego karierze, a w 1941 z wynikiem 73,76 m. W 1940 roku zdobył brązowy medal w Mistrzostwach Finlandii z wynikiem 70,04 m.
Mikkola zginął w katastrofie samolotu bombowego na lotnisku we wsi Onttola niedaleko miasta Joensuu.